# Sociedade europeia
Sociedade Europeia (SE; em latim: Societas Europaea) é um tipo de corporação empresarial, comum a todos os membros da União Europeia e cuja situação é regulada pelo Direito comunitário. Como sociedade comercial por ações cuja sede e administração central que se encontram em um Estado-membro da Comunidade, a figura foi criada com o objetivo de facilitar a integração de empresas de diferentes Estados-membros, estimulando sua atuação a nível comunitário.
Aprovado em 2004 pela regulamentação legislativa do Parlamento Europeu e pelo Conselho Europeu em 2004, o projeto de regulamentação foi concebido e proposto o legislador comunitário pela Comissão Prodi, a fim de facilitar a implementação de um regime jurídico único para as grandes empresas que operam a nível europeu, mas também foi o caso, por cláusulas de reajuste, para todas as outras empresas de dimensão relevante que gostaria de submeter-se a um regime que oferece certas vantagens e maior flexibilidade organizacional.[carece de fontes?]
Assim, a direção da Sociedade Europeia pode seguir o sistema dual alemão (Diretoria e Conselho Fiscal) ou, alternativamente, governar com um anglo-saxão estilo, através do conhecido como sistema monista ou unitário com um diretório ou de gestão de bordo que integra administradores executivos e não executivos. Com essa flexibilidade, os fundadores pode escolher em status social entre os dois sistemas. A capital mínimo de operação é de 120 mil euros.[carece de fontes?]